# Boris España
Boris Roberto España Cáceres (Chiquimula 20 de enero de 1973) es un político y empresario guatemalteco, actualmente diputado del congreso de Guatemala por el departamento de Chiquimula.

## Biografía
Nació en la Ciudad de Esquipulas, Chiquimula, Guatemala, el 20 de enero de 1973. Inició sus estudios en el Colegio Sagrada Familia de la Ciudad de Chiquimula, culmina sus estudios universitarios en la Universidad Agrícola Panamericana, Zamorano, obteniendo su título de Ingeniero Agrónomo, en 1997 termina sus estudios de Postgrado en la Escuela Rafael Landívar, con Especialidad en Recursos Naturales, en el año 2003 Boris España Obtiene una Maestría en Administración de Empresas Agrícolas,  el 30 de agosto de 2010, Boris España obtiene la Maestría en Finanzas, de la Universidad Rafael Landívar.

## Vida política
Inicia su vida política en el año 2004.

### Gobernación departamental
Boris España fue designado para gobernador departamental de Chiquimula tras el triunfo de Oscar Berger, en las elecciones de Guatemala de 2003.

### Diputación Distrital Chiquimula
En 2011 Boris España aparece nuevamente en la política, inscribiéndose en la primera casilla de candidato a Diputado de Chiquimula, por el partido patriota. Después de los Resultados de las comicios del 2011, salió triunfante de las elecciones, con un 45% de votos (69,385) de todo el Departamento de Chiquimula obteniendo la primera casilla como diputado de Chiquimula en el Congreso. Posteriormente fue reelecto en 2015, 2019 y 2023.